# Herbert Müller-Hartburg
Herbert Müller-Hartburg (* 7. Oktober 1925 in Wien; † 10. April 2011 ebenda) war ein österreichischer Architekt.

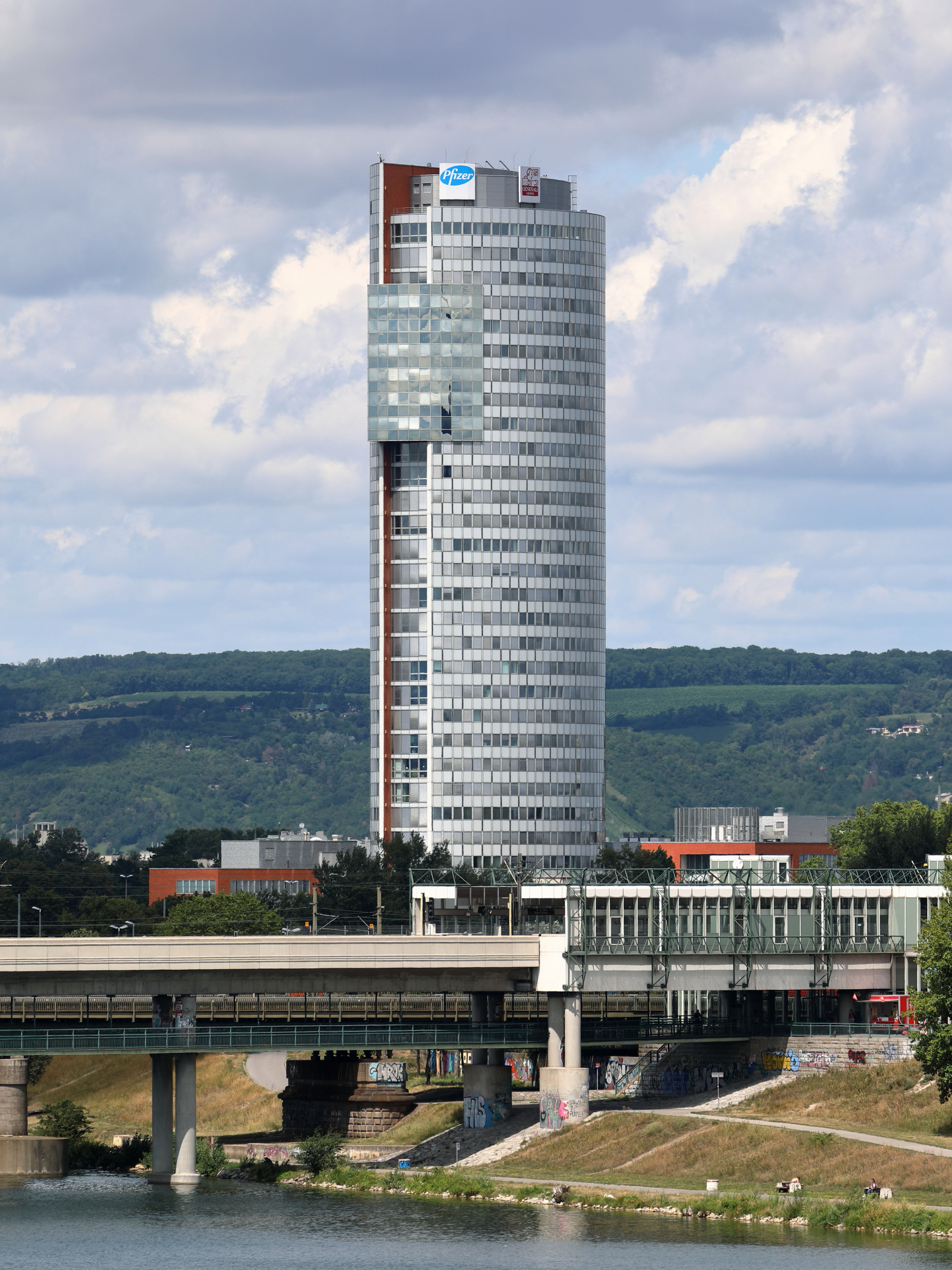
Florido Tower (2011)

Müller-Hartburg plante viele Wohn- und Industriebauten, unter anderem die Großraum-Radar-Station am Kolomansberg und den Umbau der röm.-kath. Pfarrkirche in Gablitz sowie den Florido Tower (mit seinem Sohn Andreas). Er war von 1968 bis 1970 Präsident der Kammer für Wien, Niederösterreich und Burgenland und von 1970 nach deren Gründung bis 1978 Präsident der Bundesingenieurkammer. 1999 wurde er zum Honorarprofessor der TU Graz ernannt.
Herbert Müller-Hartburg wurde 1958 in der Erzabteikirche St. Peter in Salzburg investiert und war Großoffizier (Komtur mit Stern) des Ritterordens vom Heiligen Grab zu Jerusalem. 1973 wurde er mit dem Ehrenring und 1978 mit der Ehrenpräsidentschaft der Bundeskammer der Architekten und Ingenieurkonsulenten geehrt. Er wurde mit dem Großen Silbernen Ehrenzeichen für Verdienste um das Land Wien ausgezeichnet und war ab 1995 Träger des Goldenen Lorbeer der Gesellschaft bildender Künstler Österreichs, Künstlerhaus.
Begraben ist Müller-Hartburg in Grundlsee.